# Nasrallah Pierre Sfeir
Nasrallah Boutros Pierre Sfeir (in arabo: نصرالله بطرس صفير; Rayfoun, 15 maggio 1920 – Beirut, 12 maggio 2019) è stato un cardinale e patriarca cattolico libanese.

## Biografia
Ordinato sacerdote il 7 maggio 1950, è stato eletto vescovo titolare di Tarso dei Maroniti e vicario generale per il patriarcato di Antiochia il 19 giugno 1961. Confermato il successivo 23 giugno, è stato ordinato vescovo dall'allora patriarca, il cardinale Paul Pierre Méouchi, il 16 luglio 1961.
Eletto patriarca di Antiochia dei Maroniti il 19 aprile 1986, è stato confermato il successivo 7 maggio.
Nella medesima data è stato investito delle cariche di presidente del Sinodo della Chiesa maronita e di presidente della Conferenza Episcopale Libanese.
Ha sommato a queste cariche quella di presidente del Consiglio dei Patriarchi Cattolici dell'Oriente nel 2006.
Papa Giovanni Paolo II lo ha innalzato alla dignità cardinalizia nel concistoro del 26 novembre 1994. In quanto Patriarca orientale era annoverato tra i cardinali vescovi, mantenendo la sua sede patriarcale senza ricevere il titolo di una sede suburbicaria.
Il 15 maggio 2000 perde il diritto al voto nel conclave per il raggiungimento degli 80 anni d'età.
Il 26 febbraio 2011 si è dimesso dall'incarico di patriarca e, di conseguenza, da tutti gli altri incarichi di governo pastorale. Il 15 marzo successivo gli subentra Béchara Boutros Raï.
È morto il 12 maggio 2019, tre giorni prima di compiere 99 anni.

## Genealogia episcopale e successione apostolica
La genealogia episcopale è:
- Patriarca Youhanna Boutros Bawwab el-Safrawi
- Patriarca Jirjis Rizqallah
- Patriarca Stefano Douayhy
- Patriarca Yaaqoub Boutros Awwad
- Patriarca Semaan Boutros Awwad
- Patriarca Youssef Boutros Estephan
- Patriarca Youhanna Boutros Helou
- Patriarca Youssef Boutros Hobaish
- Patriarca Boulos Boutros Massaad
- Patriarca Elias Boutros Hoayek
- Patriarca Antoun Boutros Arida
- Cardinale Paul Pierre Méouchi
- Cardinale Nasrallah Boutros Sfeir

La successione apostolica è:
- Arcivescovo Khalil Abi-Nader (1986)
- Arcivescovo Joseph Mohsen Béchara (1986)
- Vescovo Abdallah Bared (1986)
- Vescovo Antoine Torbey (1986)
- Vescovo Paul-Emile Saadé (1986)
- Cardinale Béchara Boutros Raï, O.M.M. (1986)
- Arcivescovo Boutros Gemayel (1988)
- Arcivescovo Antoine Hamid Mourany (1989)
- Vescovo Joseph Dergham (1989)
- Vescovo Philippe Boutros Chebaya (1990)
- Arcivescovo Pierre Callaos (1990)
- Vescovo Guy-Paul Noujaim (1990)
- Vescovo Joseph Mahfouz, O.L.M. (1990)
- Vescovo Charbel Georges Merhi, M.L. (1990)
- Vescovo Francis Némé Baïssari (1991)
- Arcivescovo Paul Youssef Matar (1991)
- Arcivescovo Maroun Khoury Sader (1992)
- Arcivescovo Gabriel Toubia (1993)
- Vescovo Joseph Khoury (1993)
- Arcivescovo Paul-Mounged El-Hachem (1995)
- Vescovo Pierre Wadih Tayah (1996)
- Arcivescovo Paul Nabil El-Sayah (1996)
- Vescovo Tanios El Khoury (1996)
- Vescovo Stephen Hector Youssef Doueihi (1997)
- Vescovo Samir Mazloum (1997)
- Arcivescovo Youssef Anis Abi-Aad, Ist. del Prado (1997)
- Arcivescovo Youhanna Fouad El-Hage (1997)
- Vescovo Antoine Nabil Andari (1997)
- Arcivescovo Raymond Eid (1999)
- Vescovo Robert Joseph Shaheen (2001)
- Vescovo Massoud Massoud (2001)
- Vescovo Ad Abi Karam (2002)
- Vescovo Mansour Hobeika (2002)
- Vescovo Georges M. Saad Abi Younes, O.L.M. (2003)
- Arcivescovo Chucrallah-Nabil El-Hage (2003)
- Vescovo Gregory John Mansour (2004)
- Arcivescovo Georges Bou-Jaoudé, C.M. (2006)
- Vescovo Simon Atallah, O.A.M. (2006)
- Vescovo François Eid, O.M.M. (2006)
- Vescovo Elias Nassar (2006)
- Arcivescovo Samir Nassar (2006)
- Vescovo Edgar Amine Madi (2006)
- Arcivescovo Joseph Soueif (2008)